# (32552) Jennithomas
(32552) Jennithomas est un astéroïde de la ceinture principale.

## Description
(32552) Jennithomas est un astéroïde de la ceinture principale. Il fut découvert le 16 août 2001 à Socorro par le projet LINEAR. Il présente une orbite caractérisée par un demi-grand axe de 2,32 UA, une excentricité de 0,19 et une inclinaison de 7,9° par rapport à l'écliptique.

## Compléments